# ピクタント フロンティア
『ピクタント フロンティア』とは、GPSによる情報を用いて日本全国に出現するモンスター（ピクタント）をコレクションしていく位置情報ゲームである。

## 概要
日本国内の市町村等に出現するピクタントをコレクションするゲーム。ピクタントは現在の場所・時間・天気・気温等、色々な条件によって様々な種類が出現する。出現したピクタントの様子を見て、適切な行動をとり捕獲する。移動距離に応じてゲーム内通過『PP（ピクタントポイント）』を獲得することが出来る。PPはアイテムの購入やピクタントの進化等に使用する。
位置登録した地域によって、その地域限定のアイテムを購入出来る等の楽しみもある。各種アイテムを使うことでより捕獲がしやすくなったり、おつかい時間を短縮することも出来る。
アプリのダウンロードは無料で、アイテム課金は無いが、あらかじめ登録が必要となる。

## ゲーム内容

### 探検
- 探検ボタンを押すことで現在地に生息しているピクタントを探すことが出来る。下記のいずれかが出現する。

「全国種」 全国どこにでも出現するピクタント
「地域種」 8つの地域に出現するピクタント
（北海道・東北・関東・中部東海・近畿・中国・四国・九州沖縄）
「固有種」 都道府県ごとに出現するピクタント
- マップ上にあるシンボルエリアに入ることでそこでしか出現しないピクタントも存在する（動物園・水族館・遊園地等）。探検時、鍵を拾うことがある。鍵を持った状態でマップ上にある宝箱エリアに入ると宝箱のアイテムを入手できる。

### おつかい
- 各都道府県へ「おつかい」を出すことでなかなか行けない地方のピクタントを手に入れる事が出来る。おつかい先が遠ければ遠いほど帰還までの時間がかかる。なつき度が高い程「おつかい」の成功率が上がる。

### 交換
- 全国のユーザーとピクタントの交換が可能。交換に出す場合エネルギーが必要となる。一部のピクタントは交換に出せないが、Bluetoothを使った「仲良し交換」では交換が可能。また「仲良し交換」でのみPPの交換も可能。

### 掘る
- バージョン 1.2より追加された新機能

掘るボタンが探検画面に追加された。掘ることで、周辺に埋まっているユーザーの埋めたアイテムや化石等を掘り起こすが出来る。化石等のパーツは集めることで特殊なピクタントを出現させることが出来る。

### 埋める
- バージョン 1.2より追加された新機能

埋めるボタンが探検画面に追加された。手持ちのアイテムを現在地に埋めることができる。埋めた場所はマップ上にアイコンが表示される（自分が埋めた物のみ）。その場所で他ユーザーに掘られた場合アイテムを失う。また、自分で掘る事で再度手に入れる事も出来る。

### スタンプラリー
- バージョン 1.2より追加された新機能

スタンプボタンがマイページに追加された。各都道府県の指定の場所をめぐりスタンプを集めていく。